# Plectognathotrema hydrolagi
Plectognathotrema hydrolagi är en plattmaskart. Plectognathotrema hydrolagi ingår i släktet Plectognathotrema och familjen Cephaloporidae. Inga underarter finns listade i Catalogue of Life.